# Centaure A
NGC 5128 (coneguda també com a Centaure A) és una galàxia lenticular a una distància de 14 milions d'anys llum a la constel·lació de Centaure. És una de les radiogalàxies properes a la Terra, per la qual cosa el seu nucli galàctic actiu ha estat àmpliament estudiat per astrònoms professionals. És la cinquena galàxia més brillant del cel, convertint-se així en un objectiu ideal per a l'astronomia amateur, encara que la galàxia solament és visible des de l'hemisferi sud i baixes latituds nord.
Un jet que extreu energia de la zona que hom creu que és un forat negre supermassiu al centre de la galàxia és el responsable de les emissions de rajos X i ràdio. Amb les observacions de ràdio fetes durant un temps de deu anys, els astrònoms han determinat que la part interior del jet es mou aproximadament a la meitat de la velocitat de la llum. Els rajos X són produïts per la col·lisió del jet amb els gasos circumdants, que genera partícules molt energètiques.
Com s'observa en altres galàxies amb brots estel·lars, una col·lisió és responsable de la intensa formació d'estels. Usant el telescopi espacial Spitzer els científics han confirmat que Centaure A està travessant, col·lisionant i devorant una galàxia espiral.

## Morfologia
Centaure A pot ser descrita com una galàxia de morfologia peculiar. Com es veu des de la Terra, la galàxia s'assembla a una galàxia lenticular o el·líptica amb una sendera de pols superposada. La peculiaritat d'aquesta galàxia va ser identificada en 1847 per John Herschel, i la galàxia es va incloure en l'Atles de galàxies peculiars (publicat en 1966) com un dels millors exemples d'una galàxia "pertorbada" amb absorció de pols. L'estranya morfologia de la galàxia està generalment reconeguda com el resultat d'una fusió amb una altra galàxia.
Aquesta galàxia està composta principalment d'estels vermells evolucionats. El disc polsegós, no obstant això, és el lloc de formacions estel·lars més recents; al voltant de 100 regions de formació d'estels han estat identificades en el disc.

## Història observacional
NGC 5128 va ser descobert el 29 d'abril de 1826 per James Dunlop durant un estudi a l'Observatori Parramatta.
En 1847 John Herschel va descriure la galàxia com "dos semiovals de nebulosa de forma el·líptica que semblen estar tallats en dos i separats per una ampla banda fosca paral·lela a l'eix major de la nebulosa, enmig de la qual apareix una tènue ratlla de llum paral·lela als costats del tall".
En 1949 John Gatenby Bolton, Bruce Slee i Gordon Stanley van localitzar NGC 5128 com una de les primeres fonts de ràdio extragalàctiques. Cinc anys més tard, Walter Baade i Rudolph Minkowski van suggerir que la estructura peculiar és el resultat d'un esdeveniment de fusió d'una galàxia el·líptica gegant i una petita galàxia espiral. La primera detecció d'emissions de raigs X, utilitzant un coet de sondeig, es va fer el 1970. En 1975–76, es van observar emissions de raigs gamma de Centaurus A mitjançant la tècnica Txerenkov atmosfèrica.
L'Observatori Einstein va detectar un raig de raigs X que emanava del nucli el 1979. Deu anys més tard, es van trobar estrelles blaves joves al llarg de la banda de pols central amb el Telescopi Espacial Hubble.
L'Observatori de raigs X Chandra va identificar el 1999 més de 200 noves fonts puntuals. Un altre telescopi espacial, el Telescopi espacial Spitzer, va trobar una estructura de pols en forma de paral·lelogram en imatges de l'infraroig proper de Centaurus A el 2006.
En 2009, el H.E.S.S-Observatorium va detectar proves d'emissions gamma de molt alta energia (més de 100 GeV) des de Namíbia.
A l'any següent, Centaurus A va ser identificat com una font de raigs còsmics de les més altes energies, després d'anys d'observacions de l'Observatori Pierre Auger. El 2016, en una revisió de les dades del Chandra i XMM-Newton, es van trobar llampades inusuals d'alta energia a NGC 5128 i la galàxia NGC 4636. Jimmy Irwin de la Universitat d'Alabama va plantejar la hipòtesi que el descobriment era potencialment un forat negre en un procés encara desconegut o un forat negre de massa intermèdia.

## Supernoves
Una supernova ha estat detectada en Centaure A. La supernova, anomenada SN 1986G, va ser descoberta dins de la sendera fosca de pols de Centaure A per R. Evans en 1986. La supernova va ser identificada més tard com a Supernova de tipus Ia. Una Supernova de tipus Ia es forma quan la massa d'una nana blanca supera la massa màxima que pot recolzar gravitatòriament, tal com pot ocórrer quan una nana blanca en un sistema d'estel binari expulsa gas als altres estels del sistema. SN 1986G va ser utilitzada per demostrar que l'espectre de les supernoves de tipus Ia pot ser variable, així com la forma com canvia la lluminositat (o la corba de llum).

## Informació sobre galàxies properes i agrupacions galàctiques
Centaure A és al centre d'un dels dos subgrups dins del Grup Centaure A/M83, una agrupació de galàxies propera. Molinet Austral és al centre d'un altre subgrup. Aquests dos grups són de vegades identificats com un sol grup i de vegades, com dos grups. No obstant això, les galàxies al voltant de Centaure A i de M83 estan físicament properes l'una de l'altra, i tots dos subgrups no semblen tenir un moviment relatiu l'un amb l'altre. L'agrupació Centaure A/M83 forma part del Supercúmul de la Verge al qual pertany també la Via Làctia i el Grup Local.

## Informació sobre astronomia amateur
Centaure A se situa 4° al nord d'Omega Centauri (un cúmul globular visible a ull nu). La galàxia té una brillantor superficial alta i és de gran mida angular, per això és un objectiu ideal per a les observacions d'astrònoms amateurs. El bulb brillant central i la sendera de pols fosca són visibles fins i tot amb grans prismàtics, i altres estructures addicionals poden observar-se en grans telescopis.

## Galeria d'imatges

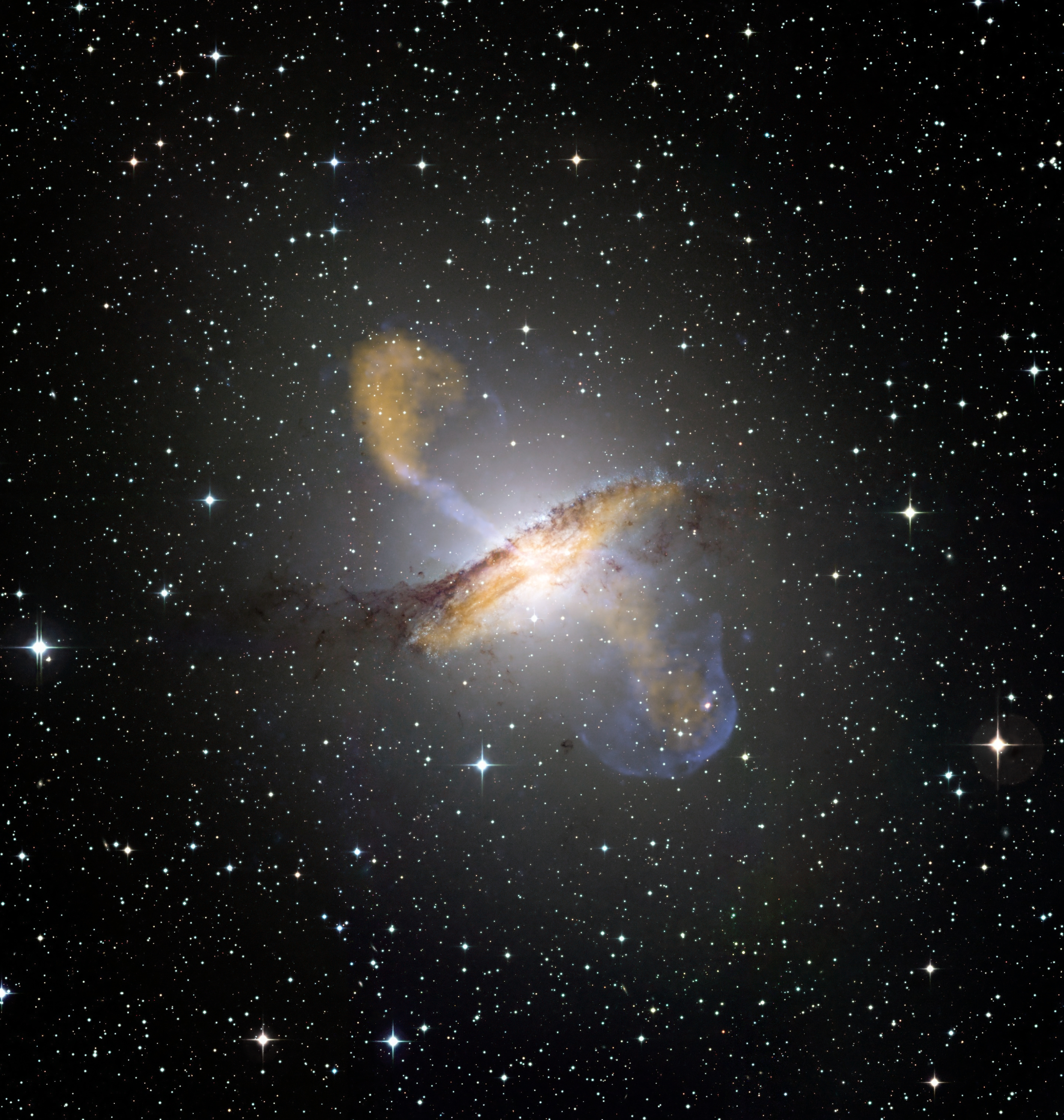
Una altra imatge de NGC 5128
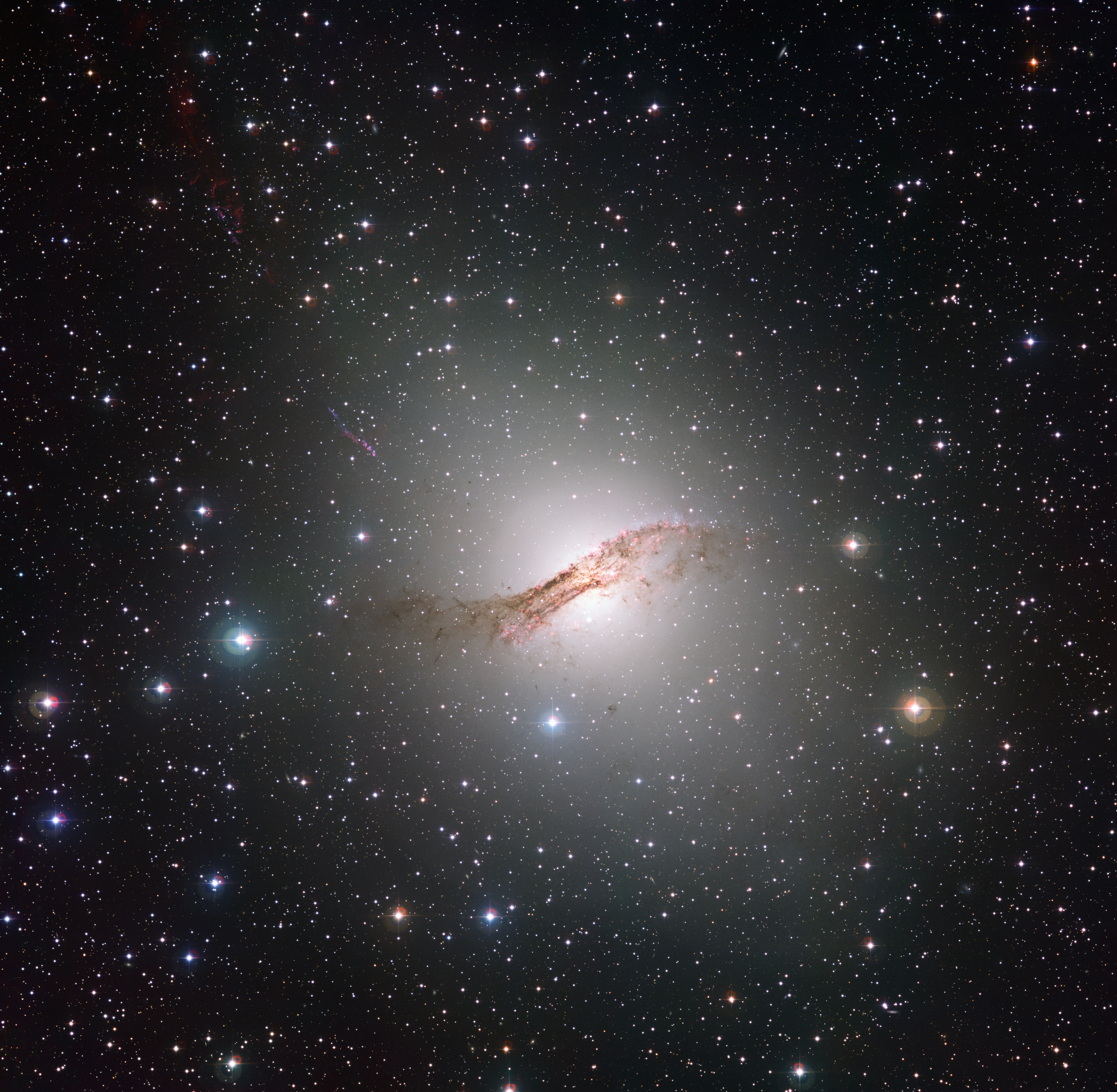
Imatge de NGC 5128 presa per l'ESO.
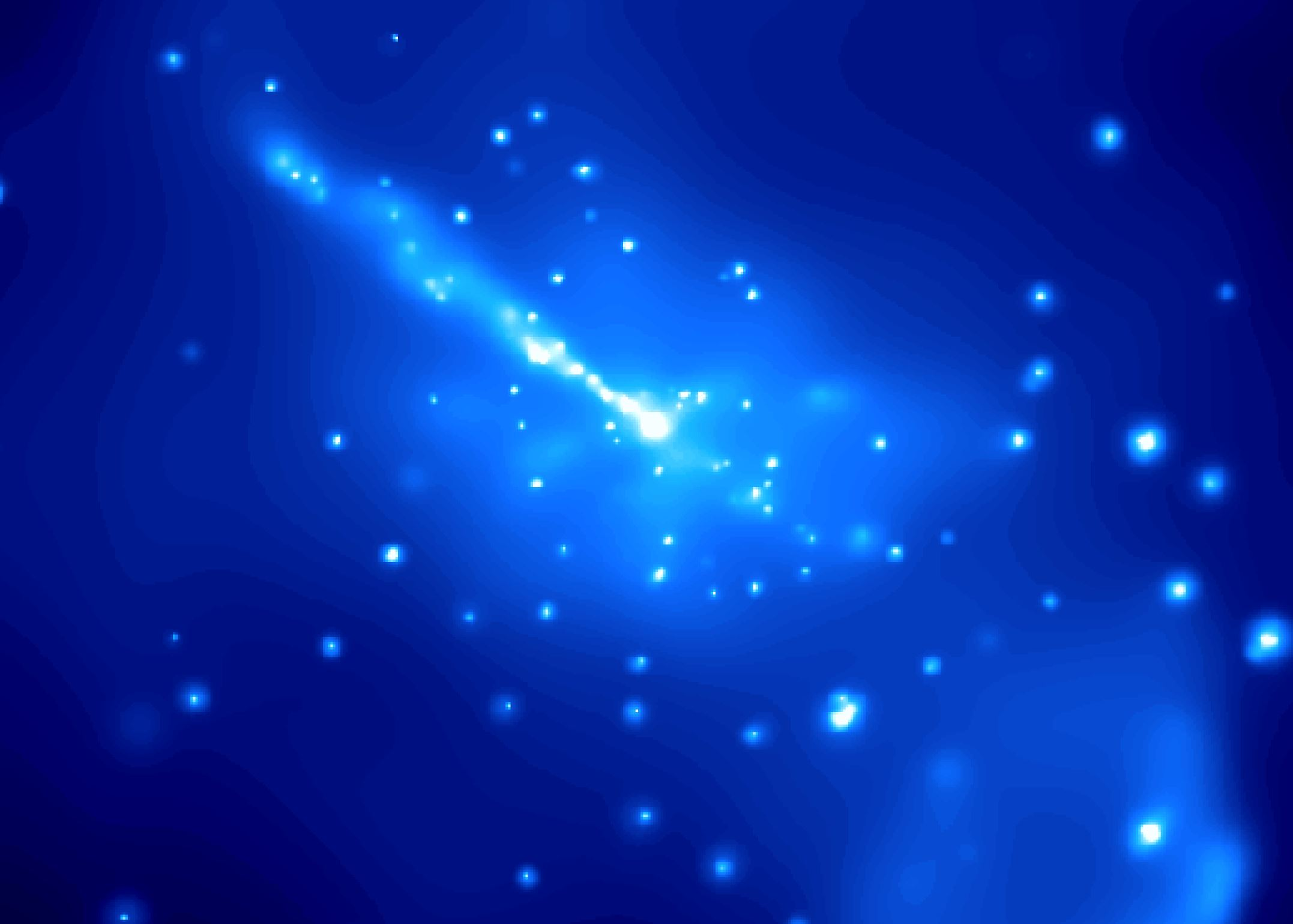
Imatge de NGC 5128 obtinguda per l'Observatori Chandra.
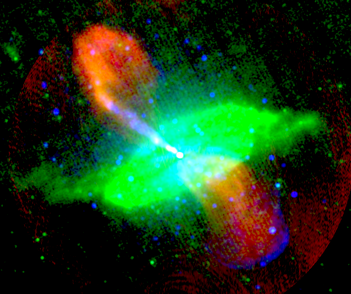
Imatge de NGC 5128 en fals color.